# Agylla maculifascia
Agylla maculifascia är en fjärilsart som beskrevs av Walter Karl Johann Roepke 1943. Agylla maculifascia ingår i släktet Agylla och familjen björnspinnare. Inga underarter finns listade i Catalogue of Life.